# أغوست
بلدية أغوست (بالإسبانية: Agost) هي بلدية تقع في مقاطعة أليكانتي التابعة لمنطقة بلنسية شرق إسبانيا.

## الديموغرافيا
بلغ عدد سكان بلدية أغوست 4.831 نسمة عام 2011 (وفقاً للمعهد الوطني الإسباني للإحصاء).
| 4.017 | 4.053 | 4.284 | 4.601 | 4.766 | 4.810 | 4.831 |